# 科布扎爾

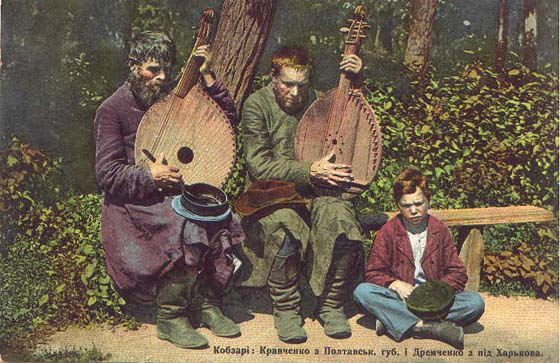
兩名科布扎爾：Древченко 及 Кравченко（1902年攝於哈爾基夫，此照片於20世纪被填上色彩印刷在明信片上）

科布扎爾（羅馬化：Kobzar）是烏克蘭哥薩克群體中的吟遊詩人，字面意思為傳統撥弦樂器科布扎琴的演奏者，但演唱時亦會使用班杜拉琴（бандура）或里拉琴（ліра）伴奏。由於他們當中有不少都是盲的，亦導致科布扎爾在19世紀初成為了盲人音樂家的代名詞，此詞後來更引申代表以吟遊方式演奏該等樂器的文化。此傳統於16世紀烏克蘭的哥薩克酋長國時代興起，並曾創作出「杜馬」等史詩作品。酋長國被沙俄的叶卡捷琳娜大帝吞併後，科布扎爾依然盛行於烏克蘭地區境內，該名詞更被用作標籤所有的盲人流浪歌手。